# Union Square (Seattle)
Union Square – wieżowiec w Seattle, w stanie Waszyngton, w Stanach Zjednoczonych, o wysokości 226 m. Budynek został otwarty w 1989, posiada 56 kondygnacji.